# Кељ
Кељ (Brassica oleracea var. sabauda) је култивар (узгојена сорта) дивљег купуса. Име потиче од немачке речи Kohl (купус), која се у Аустроугарској (и данас у Аустрији) користила као назив за овај култивар.
Почетак узгоја кеље је вероватно повезан са добом Античког Рима, што се огледа и у називу ове сорте у појединим језицима:
- у француском и турском језику — купус из Милана;
- у већини германских језика, у шпанском језику — купус из Савоје;
- у португалском језику — ломбардијски купус;
- у пољском — италијански купус.